# 北比奇港 (新澤西州)
北比奇港（英語：North Beach Haven）是位於美國新澤西州海洋縣的普查規定居民點。

## 人口
根據2020年美國人口普查的數據，北比奇港的面積為4.74平方千米，當中陸地面積為4.70平方千米，而水域面積為0.04平方千米。當地共有人口2198人，而人口密度為每平方千米463.71人。